# Stemmeleje
En persons stemmeleje er det normale toneområde for en stemme.
For almindelig tale ligger mandens grundfrekvens normalt mellem 100 og 146 Hertz, mens kvindens grundfrekvens ligger mellem 188 og 221 Hertz.
For sangere findes følgende stemmelejer:
- Koloratursopran (højest)
- Sopran
- Mezzosopran
- Alt/Kontratenor
- Tenor/Kontraalt
- Baryton
- Basbaryton
- Bas (dybest)

Grundstemmelejerne er sopran, alt, tenor og bas. 
Koloratursopran, sopran, mezzosopran, alt og kontraalt er kvindestemmer, mens kontratenor, tenor, baryton og bas er herrestemmer. Før en drengestemme går i overgang, vil den ligeledes kunne placeres enten i soprangruppen eller i altgruppen. Af berømte drengekor kan nævnes Det Danske Drengekor, Københavns Drengekor, Herning Kirkes Drengekor og Wiener Sängerknaben, der yderligere deler drengestemmerne op i 1.-sopraner, 2.-sopraner og alter.